# Rozenburgermolenpolder
De Rozenburgermolenpolder is een voormalig waterschap (molenpolder) in de provincie Groningen. Voor de vaststelling van het reglement in 1878 stond de polder bekend als de Pruissenspolder. 
Het schap lag ten zuiden van Scharmer. De noordoostgrens lag ongeveer 650 m noordelijk van de Hoofdweg, de zuidoostgrens op de Goldbergweg en het verlengde daarvan tot de Borgweg, de zuidwestgrens lag op de Borgweg en de noordwestgrens op de Herenlaan en de verlengdes daarvan. De molen stond aan de noordzijde van het schap en sloeg uit op de Brookerswijk, die dwars door de Scharmerlaagveenontginning liep. 
Een deel van het schap lag tevens in Scharmer-Oostpolder, omdat zij voor het vervoer van goederen gebruik maakten van het kanaal van de Oostpolder. In 1956 werd het Scharmerbemalingswaterschap opgericht als overkoepelend waterschap voor de bemaling van onder andere de Rozenburgermolenpolder.
Waterstaatkundig gezien ligt het gebied sinds 2000 binnen dat van het waterschap Hunze en Aa's.